# Yiannoulas Motor Company
Yiannoulas Motor Company war ein griechischer Hersteller von Kraftfahrzeugen.

## Unternehmensgeschichte
Das Unternehmen wurde 2001 in Athen von der Yiannoulas Group zur Montage von Fahrzeugen gegründet. Der Markenname lautete YMC. 2011 endete die Produktion.

## Fahrzeuge
Das Unternehmen montierte Motorroller, Motorräder, Quads und Buggies. Viele Teile kamen aus China und Taiwan, die dort für YMC angefertigt wurden. Lediglich einige Teile entstanden in Griechenland, darunter insbesondere Teile für die Buggies.
Eines der Fahrzeuge war der YMC Sahara 800. Hier sorgte ein Einbaumotor vom Suzuki Alto mit 800 cm³ Hubraum für den Antrieb.